# Altaï (langue)
Cet article concerne la langue altaïenne. Pour le peuple altaïen, voir Altaïens. Pour les autres homonymes, voir Altaï (homonymie).
L'altaï (ou oïrote, altaïen) est une langue turque parlée par 57 400 personnes en 2010, dans la république de l'Altaï et le kraï de l'Altaï, en Russie.

## Classification
L'altaï appartient au groupe des langues turques sibériennes, dont font aussi partie le khakasse et le chor.

## Dialectes
L'altaï se divise en deux groupes de dialectes:
- altaï du Nord
  - touba (tuba-kiji)
  - tchalkane (chalqandu)
  - qumanda
- altaï méridional
  - altaï
  - téléoute
  - telenguite (telengit)

Les relations internes entre ces dialectes sont encore discutées.

## Phonologie
Les tableaux présentent les phonèmes vocaliques et consonantiques de l'altaï. À gauche se trouvent les phonèmes dans la version modifiée de l'alphabet cyrillique utilisée pour transcrire l'altaï.

### Voyelles
|         | Antérieure                  | Centrale      | Postérieure                 |
| ------- | --------------------------- | ------------- | --------------------------- |
| Fermée  | и [i] ии [iː] ӱ [y] ӱӱ [yː] | ы [ɨ] ыы [ɨː] | у [u] уу [uː]               |
| Moyenne | e [e] ee [eː]               |               | ö [ø] öö [øː] o [o] oo [oː] |
| Ouverte |                             | a [a] aa [aː] |                             |

### Consonnes
|                  | Bilabiale | Dentale | Latérale | Palatale | Vélaire | Uvulaire |
| ---------------- | --------- | ------- | -------- | -------- | ------- | -------- |
| Occlusive sourde | п [p]     | т [t]   |          |          | к [k]   | к [q]    |
| Occlusive sonore | б [b]     | д [d]   |          | j [d͡z~ɟ] | г [g]   |          |
| Fricative sourde |           | c [s]   |          | ш [ʃ]    |         |          |
| Fricative sonore |           | з [z]   |          | ж [ʒ]    | г [ɣ]   |          |
| Affriquée sourde |           |         |          | ч [tʃ]   |         |          |
| Nasale           | м [m]     | н [n]   |          |          | ң [ŋ]   |          |
| Liquide          |           | p [r]   | л [l]    |          |         |          |